# Kaempferia elegans
Kaempferia elegans là một loài thực vật có hoa trong họ Gừng. Loài này được Nathaniel Wallich mô tả khoa học đầu tiên năm 1830. The Plant List cho rằng tác giả là John Gilbert Baker năm 1890 dựa theo mô tả trước đó của Nathaniel Wallich.

## Mẫu định danh
Mẫu định danh bao gồm:
- Monolophus elegans: Wallich N. 6593A [Rangoon n. 26];[2] thu thập tại Rangoon, Myanmar. Mẫu lectotype lưu giữ trong bộ sưu tập mẫu cây của Wallich tại Vườn Thực vật Hoàng gia tại Kew (K-W).
- Kaempferia atrovirens: Brown N.E. s. n.; thu thập ngày 28 tháng 6 năm 1886 tại Borneo. Mẫu holotype lưu giữ tại Vườn Thực vật Hoàng gia tại Kew (K).
- Monolophus philippianus: Philippi s.n.; thu thập năm 1846 tại Ấn Độ. Mẫu lưu giữ tại Vườn Thực vật và Bảo tàng Thực vật Berlin thuộc Đại học Tự do Berlin (B).

Zingiberaceae Resource Centre (ZRC) hiện tại coi K. pulchra và K. glauca là đồng nghĩa của K. elegans nên liệt kê các mẫu liên quan tới 2 loài này dưới danh pháp K. elegans.

## Phân bố
Loài này là bản địa khu vực từ miền nam Trung Quốc tới Myanmar, Thái Lan, Việt Nam, Borneo. Sự hiện diện tại Philippines là không chắc chắn.

## Khác
Danh pháp Monolophus elegans liên quan tới tranh luận về việc Monolophus hay Caulokaempferia là tên gọi được công nhận cho một chi thực vật trong họ Zingiberaceae.

## Hình ảnh

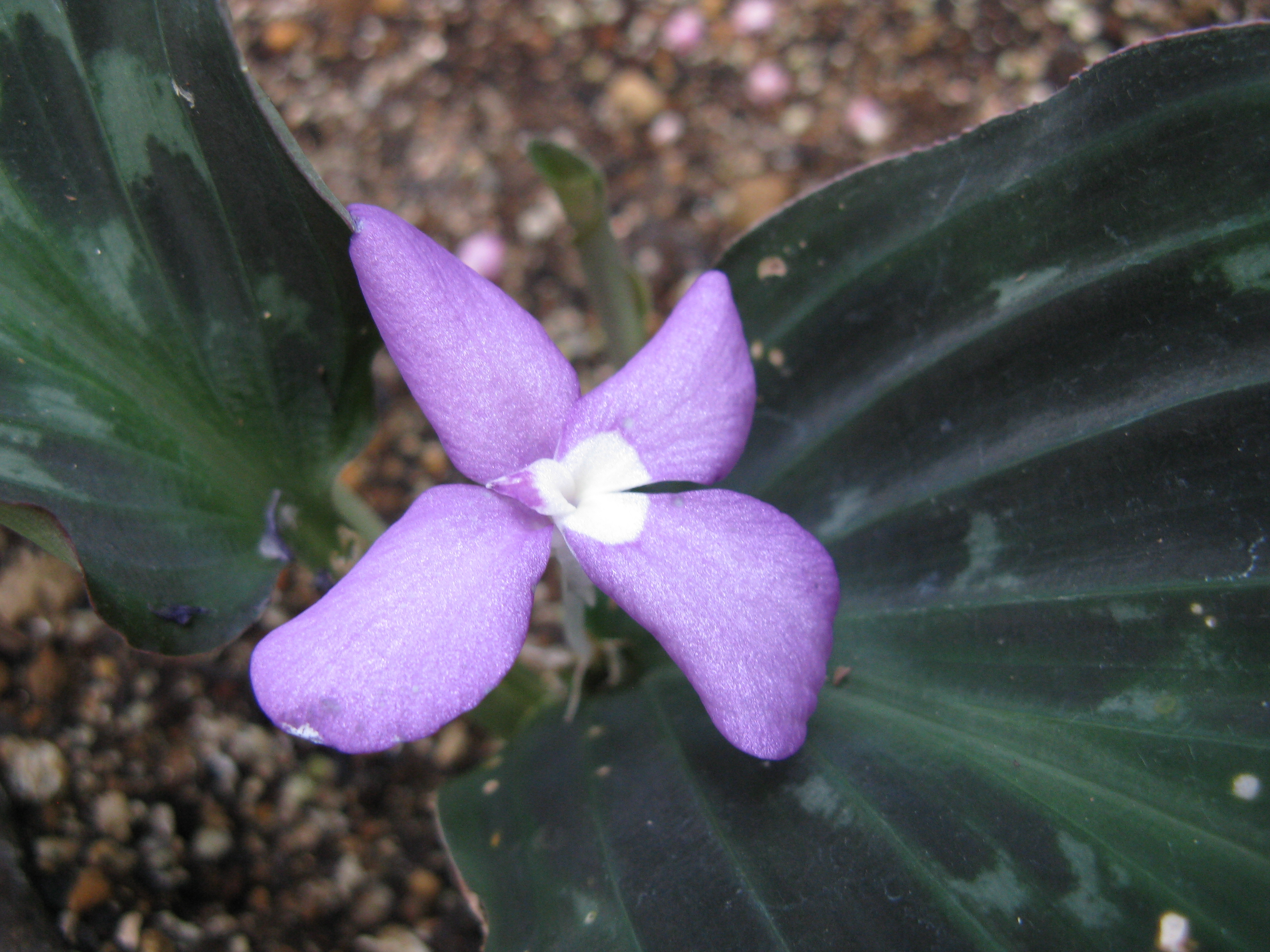
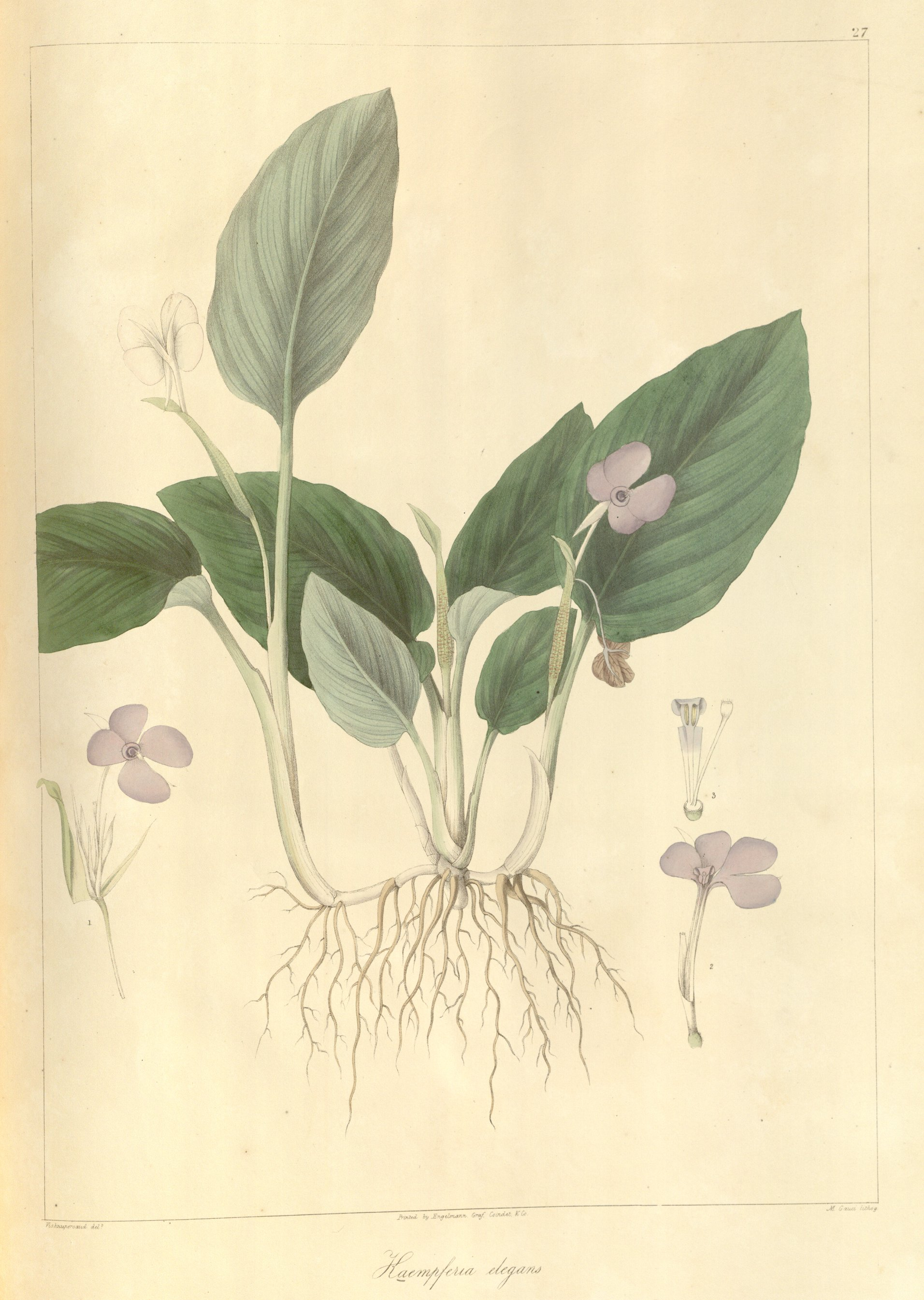